# Фолс Вилиџ (Конектикат)
Фолс Вилиџ (енгл. Falls Village) насељено је место без административног статуса у америчкој савезној држави Конектикат.

## Демографија
По попису из 2010. године број становника је 538.
| Група             | 2000.    | 2010.       |
| Белци             | 0 (0,0%) | 518 (96,3%) |
| Афроамериканци    | 0 (0,0%) | 4 (0,7%)    |
| Азијати           | 0 (0,0%) | 1 (0,2%)    |
| Хиспаноамериканци | 0 (0,0%) | 11 (2,0%)   |
| Укупно            | 0        | 538         |